# Eljot Quent
Eljot Quent ist eine deutschsprachige Hip-Hop-Musikgruppe aus Hamburg, bestehend aus den beiden MCs Len und Müwie, DJ Fogel und Schlagzeuger Mike Ferguson.

## Geschichte
Eljot Quent gründete sich im Herbst 2009 und machte im Februar 2010 durch ihre Videoflyer erstmals in der Öffentlichkeit auf sich aufmerksam. Es folgten zunächst diverse Auftritte in Hamburg, unter anderem im Vorprogramm der US-amerikanischen HipHop Gruppen Ugly Duckling und Jungle Brothers. Mit Veröffentlichung der ersten Single „Derbe drauf“, folgten die ersten größeren Konzerte und Festivalauftritte auch außerhalb der Hansestadt, unter anderem bei Red Bull Crashed Ice 2011 im Olympiapark München vor rund 25.000 Zuschauern oder auf der Hauptbühne beim Dockville Festival.
Im Mai 2011 erschien die limitierte EP „Hauptsache knallt“, auf der Eljot Quent eine Sammlung der Erstlingswerke präsentiert, die nach Aussage der Gruppe nicht in das Konzept eines Albums gepasst hätten. Zu diesem Zeitpunkt war die Musik teilweise noch deutlich elektronischer als bei späteren Veröffentlichungen.
Im Winter 2011 startete die Arbeit am Album „Alles Auf Anfang“, welches nach Veröffentlichung der Singleauskopplung „Urlaub im Kopf“ am 13. April 2012 sein Debüt feierte und Gäste wie Das Bo (Fünf Sterne Deluxe) und Afrika Baby Bam (Jungle Brothers) featured. Die Produktionen auf dem Longplayer sind durchweg samplebasiert und befassen sich inhaltlich auf meist positive Art und Weise mit dem Alltag.
Im März 2013 veröffentlichte Eljot Quent die Single „Bin halt so“ und begann anschließend die Arbeit am zweiten Album „Batman ist tot“. Dieses erschien am 16. Mai 2014 erneut über das Independent-Label „Birds Avenue Music“. Die Produktionen haben nach wie vor einen samplelastigen Sound, wurden jedoch zum Großteil selbst eingespielt. Thematisch ist das Album mit teilweise rotziger Attitüde weitestgehend kritischer und durchdachter als vorherige Veröffentlichungen. Gäste wie Captain Gips (Neonschwarz), Giu und Lisa erscheinen auf dem Release.
Im Sommer 2014 wurden Eljot Quent als Toursupport für die australischen Hilltop Hoods engagiert und spielten im Zuge dessen am 16. Juli ihr erstes Auslandskonzert im Melkweg in Amsterdam, NL.
Seit Ende 2014 wird die Gruppe live vermehrt von Mike „Fergie“ Ferguson am Schlagzeug unterstützt. Dieser ist seit Sommer 2015 fester Bestandteil der Band.
Nachdem Eljot Quent bereits im Dezember 2014 das Konzert im Hamburger Uebel & Gefährlich als Vorgruppe eröffneten, begleiteten sie auch im Februar 2015 die schwedischen Looptroop Rockers als Toursupport in Deutschland, Österreich und der Schweiz.
Im Sommer 2015 folgten Auftritte unter anderem beim Out4Fame-Festival und Hurricane Festival.

## Bandname
Der Bandname (Eljot) setzt sich aus den bürgerlichen Initialen der drei Gründer zusammen. Eljot Quent ist eine Ableitung von eloquent, Eloquenz.

## Stil
Eljot Quent macht deutschsprachigen HipHop, der besonders in den Medien häufig mit der alten Hamburger Schule verglichen wird. Falk Schacht bezeichnete den Stil in einem Interview im Jahre 2012 als „True School“. Die Produktionen des experimentierfreudigen Trios sind weitestgehend organisch, zum Teil live eingespielt, zum Teil samplebasiert und aus verschiedensten Genres inspiriert. Inhaltlich befasst sich die Gruppe zum Großteil, auf oftmals humorvolle Weise, mit unterschiedlichen Themen aus dem Alltag.

## Diskografie
- 2010: Derbe drauf (Single)
- 2010: Glückstag (Single)
- 2011: Hauptsache knallt (EP)
- 2011: Hauptsache knallt (Single)
- 2012: Urlaub im Kopf (Single)
- 2012: Alles auf Anfang (Album)
- 2013: Bin halt so (Single)
- 2014: Batman ist tot (Album)
- 2015: Batman ist tot - Remixes (EP)
- 2018: Streuner feat. Sprinder (Liedfett) (Single)
- 2018: Star im Keller (Single)
- 2018: Parkhaus (Single)
- 2021: VFLP (Album)